# Fernando Arrabal
Fernando Arrabal Terán (Melilla, 11 d'agost de 1932) és un escriptor i cineasta espanyol radicat en França des de 1955. Amb Alejandro Jodorowsky i Roland Topor va fundar el 1963 el moviment Pànic. És Transcendant Satrape del Collège de Pataphysique des de 1990. Amic d'Andy Warhol i de Tristan Tzara, va passar tres anys en el grup surrealista d'André Breton, per la qual cosa Mel Gussow el va considerar l'únic supervivent dels «quatre avatars de la modernitat».

## Infància (1932-1946)

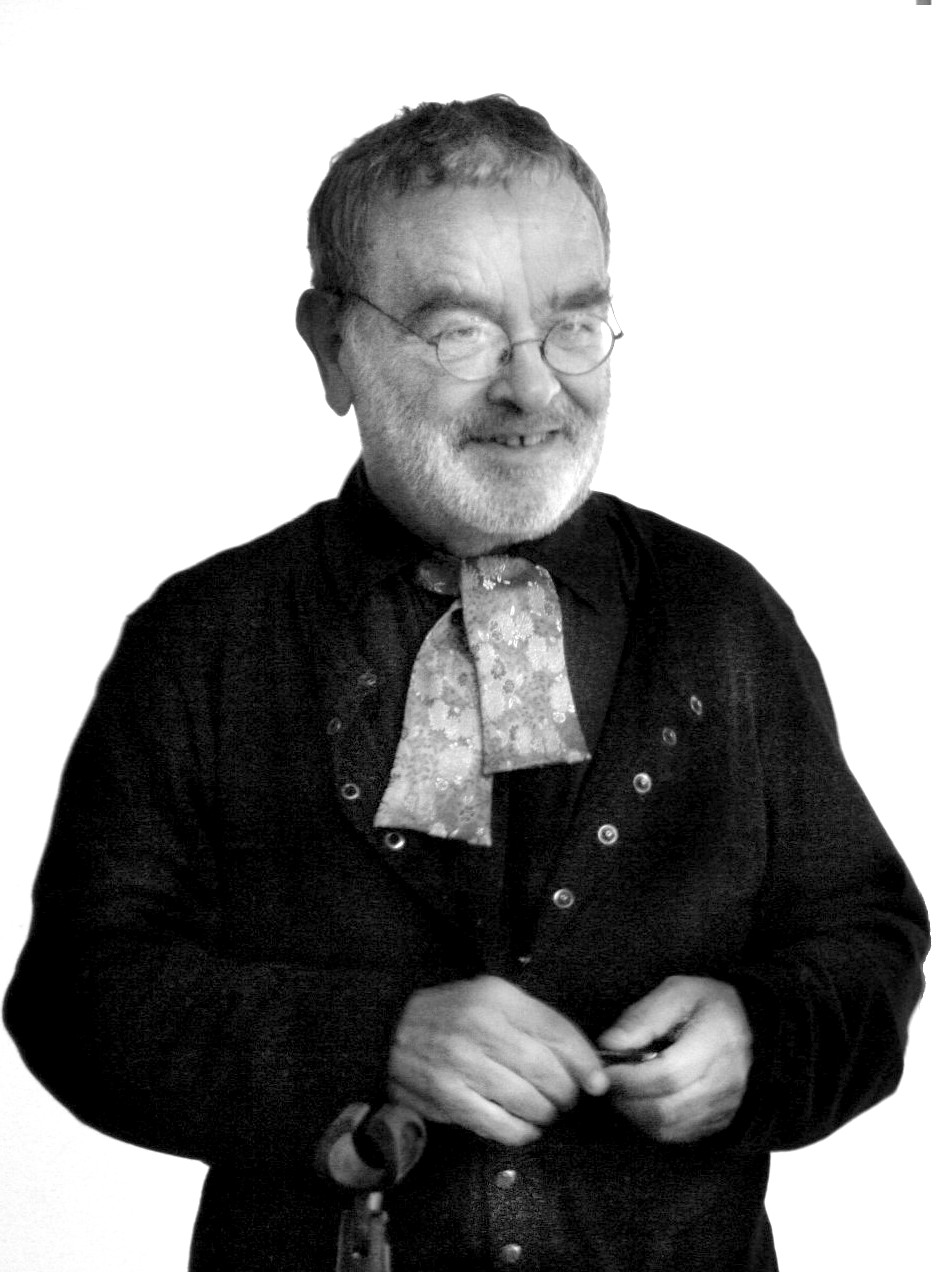
Fernando Arrabal

Fernando Arrabal Terán és fill del tinent Fernando Arrabal Ruiz i de Carmen Terán González. El 17 de juliol de 1936, durant el cop d'estat que va provocar la Guerra Civil espanyola, el seu pare es va mantenir fidel a la República, per la qual cosa els rebels el van condemnar a mort. La pena va ser posteriorment commutada per trenta anys de presó. Fernando Arrabal (pare) va passar per les presons de Santi Espíritu de Melilla, Monte Hacho, a Ceuta (on va intentar suïcidar-se), Ciudad Rodrigo i Burgos, fins que el 4 de desembre de 1941 va ser traslladat a l'Hospital de Burgos per una suposada malaltia mental. Recerques posteriors suggereixen que la malaltia va ser fingida per aconseguir un trasllat a un lloc menys vigilat. El 29 de desembre de 1942 es va escapolir de l'hospital en pijama i amb un metre de neu en els camps. Mai es va tornar a tenir cap notícia sobre ell, malgrat les cerques minucioses que es van realitzar amb posterioritat. A causa d'aquest trauma, com va escriure el premi Nobel Vicente Aleixandre, «el coneixement que ens aporta Arrabal és tenyit d'una llum moral que està a la matèria mateixa del seu art».
Mentrestant, la seva mare havia tornat el 1936 a Ciudad Rodrigo, on va deixar instal·lat Fernando i ella se'n va anar a treballar a Burgos, en aquells dies capital del Bàndol Nacional i residència del govern del general Franco. El 1937 Fernando va ingressar al col·legi de les Teresianes, fins que el 1940, finalitzada la Guerra Civil, la mare es va instal·lar a Madrid.
El 1941 Fernando Arrabal va guanyar un concurs de «nens superdotats». Va estudiar al Col·legi de les Escoles Pies de San Antón (que van freqüentar Victor Hugo i Benavente) i més tard en els Escolapis de Getafe. En aquesta època Arrabal va començar les seves lectures i experiències, que segons ell mateix reconeix, li serien molt útils en la seva vida.

## Joventut (1947-1967)
El 1947, la seva mare el va obligar a iniciar els cursos preparatoris per a l'ingrés en l'Acadèmia General Militar, però no va assistir a les classes, per la qual cosa el 1949 va ser enviat a Tolosa (Guipúscoa), on va estudiar a l'Escola Teòric-Pràctica de la Indústria i el Comerç del Paper. És en aquesta època, el 1950, quan Arrabal va escriure una sèrie d'obres teatrals.
El 1951 va començar a treballar a Papelera Española. Fou destinat a València, on va acabar el batxillerat, i després a Madrid, on el 1952 va començar a estudiar Dret. Durant aquests anys va freqüentar l'Ateneo de Madrid i als poetes postistes i va escriure noves versions de Pic-Nic (llavors anomenada Los soldados) i El triciclo (anomenada inicialment Los hombres del triciclo).
El 1954 va viatjar en 'autostop' a París per veure la representació de l'obra Mare Coratge i els seus fills de Bertolt Brecht que el Berliner Ensemble va oferir en el teatre Sarah Bernhardt de la capital francesa. Posteriorment, a Madrid, va conèixer a la que seria la seva dona i traductora al francès, Luce Moreau. El 1955 va aconseguir una beca de tres mesos per estudiar a París, i mentre va viure en el Col·legi d'Espanya de la Cité Universitaire va recaure, aquesta vegada greument, malalt de tuberculosi. Arrabal sempre ha considerat aquesta malaltia com una «desgraciada sort» que li va permetre instal·lar-se definitivament en la seva veritable pàtria, la de Kundera i Vives, Sant Ignasi i Picasso.
El 1962, a París, va fundar al costat de Alejandro Jodorowsky i Roland Topor el Moviment Pànic.
Va ser jutjat sota el règim franquista i empresonat el 1967 malgrat la solidaritat de la majoria dels escriptors d'aquesta època, des de François Mauriac fins a Arthur Miller i del requeriment del cèlebre dramaturg irlandès Samuel Beckett que va declarar: «Si hi ha una falta que sigui vista a la llum del gran mèrit d'ahir i de la gran promesa per a matí i per això que sigui perdonada».

## Maduresa
Des de mitjan anys setanta, va aconseguir un veritable reconeixement a Espanya. La seva Carta al General Franco va tenir especial repercussió, publicada en vida del dictador. Algunes de les seves peces van conèixer un acolliment constant durant anys com a Carta de amor amb María Jesús Valdés en el Teatre Nacional.
La seva fama es va incrementar encara més arreu d'Espanya quan, en la matinada del 5 d'octubre de 1989, va intervenir com contertulià al programa de La Primera de TVE El mundo por montera, completament embriac, en un programa nocturn presentat per Fernando Sánchez Dragó, que aquest dia tractava el tema del mil·lenarisme.
En el 2010 Fernando Arrabal va protagonitzar el llargmetratge Regression, creat i dirigit per Joan Frank Charansonnet. Des de l'any 2002, Arrabal i Charansonnet han col·laborat mútuament en diversos projectes artístics com la Carta d'Amor (Teatre Hermitage de Sant Petersburg) o la reposició oficial d'El Arquitecto y el Emperador de Asíria quaranta anys després de la seva estrena.
Ha dirigit set llargmetratges. Ha publicat catorze novel·les, set centenars de llibres de poesia, diversos assajos, entre els quals destaquen els seus llibres d'escacs. La seva obra ha estat traduïda a nombroses llengües. El seu teatre complet, editat en les principals llengües, ha estat publicat en dos volums de més de dues mil pàgines, a la col·lecció «Clásicos Castellanos» d'Espasa el 1997, actualitzada el 2009.
«Fernando Arrabal és l'autor d'un teatre genial, brutal, sorprenent i joiosament provocador. Un potlatch dramatúrgic on la ferralla de les nostres societats avançades es carbonitza a la pista festiva d'una revolució permanent. Hereu de la lucidesa d'un Kafka i de l'humor d'un Jarry; per la seva violència s'emparenta amb Sade o amb Artaud. Però és probablement l'únic en haver portat la irrisió tan lluny. Joiosament lúdic, rebel i bohemi, la seva és la síndrome de la nostra època de filferrades: una forma de mantenir-se alerta». Dictionnaire des littératures de langue française, Editions Bordas.

## Premis
Malgrat ser un dels escriptors més controvertits del seu temps, ha rebut l'aplaudiment internacional per la seva obra: Gran Premi de Teatre de l'Acadèmia Francesa, el Nabokov de novel·la, l'Espasa d'assaig, el World's Theater, etc.
EL Col·legi de Patafísica l'ha distingit amb el títol de «Transcendent Sàtrapa» (l'equivalent del Nobel per aquest col·legi). Distinció que en l'últim mig segle han rebut personalitats com Marcel Duchamp, Ionesco, Man Ray, Boris Vian, Dario Fo, Jean Baudrillard i Umberto Eco.
Ha estat el darrer finalista del Cervantes 2001 amb el suport de Camilo José Cela. Le Mage assegura que fou finalista del Nobel 2005, premi que han sol·licitat per l'autor diverses institucions i personalitats. El 14 de juliol del 2005 se li atribuí la légion d'honneur.
L'any 2007 va rebre el Premi Max d'Honor i l'1 de març del 2019 la gran creu de l'Orde Civil d'Alfons X el Savi.

## Narrativa
- Baal Babilonia
- Fiesta y ritos de la confusión
- La torre herida por el rayo
- La virgen roja
- La hija de King Kong
- La extravagante cruzada d'un castrado enamorado
- La matarife en el invernadero
- Levitación
- El mono
- La piedra iluminada
- El entierro de la sardina
- Un teniente abandonado
- Porté disparu.
- Champagne pour tous

Amb les seves novel·les ha guanyat el premi Nadal (equivalent del Goncourt o el Pulitzer) i el Nabokov Internacional.

## Obra poètica
Set centenars de llibres il·lustrats per Pablo Picasso, Salvador Dalí, René Magritte, etc., entre els quals destaquen.
- Mis humildes paraísos
- La piedra de la locura

## Obra dramàtica
Un centenar d'obres de teatre publicades en dinou volums:
- El triciclo (1953)
- Fando et Lis (1955)
- Guernica (1959)
- La Bicicleta del condenado (1959)
- El cementerio de automóviles (1959)
- El Gran Ceremonial (1963)
- El arquitecto y el emperador de Asiria (1966)
- El Jardín de las delicias (1967)
- El laberinto (1967)
- Bestialidad erótica (1968)
- ...Y pusieron esposas a las flores (1969)
- El Cielo y la Mierda (1972)
- Jóvenes bárbaros de hoy (1974)
- La tour de Babel (1976)
- Inquisición (1980)
- Tormentos y delicias de la carne (1983)
- La noche también es un sol (1989)
- Carta de amor (como un suplicio chino) (1999)

Una de les seves obres dramàtiques més importants es El arquitecto y el emperador de Asiria (1966), una obra pànica, escrita a la segona etapa de la seva vida dramàtica.

## Obra cinematogràfica
Ha realitzat set llargmetratges com a director:
- Viva la muerte
- Iré como un caballo loco
- El árbol de Guernica
- La Odisea del Pacífico
- Cementerio de automóviles
- ¡Adiós Babilonia!
- Borges: una vita di poesía

## Assajos
- La dudosa luz del día
- El Greco
- Bobby Fischer: el rey maldito
- Carta al Gral. Franco
- 1984: Carta a Fidel Castro
- Carta a Stalin
- Un esclavo llamado Cervantes
- Goya-Dalí
- Echecs et mythes
- Fêtes et défaites sur l'échiquier
- Les échecs féériques et libertaires
- Le frénétique du spasme (1991)
- Houellebecq!

Escriu des de fa trenta anys la crònica d'escacs de L'Express; tots els diumenges els seus "arrabalescos" a El Mundo; i sovint la "tercera" d’ABC i alguns articles d'opinió a El País.